# إليديا باسو
إليديا باسو (بالإسبانية: Élida Passo)‏ (ولدت عام 1867 في مدينة بوينس آيرس، وتوفيت عام 1893 في نفس المدينة) كانت صيدلانية أرجنتينية وأول امرأة محترفة في تلك المهنة في بلدها الأرجنتين وأول خريجة جامعية من أمريكا الجنوبية.

## حياتها
ولدت باسو في بوينس آيرس عام 1867، وكانت ابنة صيدلاني لذلك ققرت أن تتبع خطى والدها ودراسة الصيدلة. 

## دراسة الطب
تقدمت باسو للحصول على قبول في كلية الطب للحصول على درجة الدكتوراه في الصيدلة في وقت كان ممنوعاً على النساء الأرجنتينيات دراسة الطب أو حتى إكمال دراستهن الثانوية، وعلى الرغم من أن العديد من طلبات القبول هذه قوبلت بالرفض استطاعت أخيراً الحصول على قبول جامعي، لكن شاءت الأقدار أن تصاب بمرض خطير في سنتها الخامسة في كلية الطب وتتوفى في عام 1893 قبل الحصول على شهادة الدبلوم الجامعي في تخصصها.